# 최성관
최성관(崔聖寬. 1925년 9월 5일 ~ 1999년 7월 19일)은 대한민국의 영화 배우, 영화 감독, 영화 편집자이다.

## 생애
1925년 9월 5일 서울에서 태어났으며, 국학대학 국문학과를 졸업하였다. 1957년 《선화 공주》를 감독하였다. 감독활동은 1959년 《남의 속도 모르고》, 1962년 <태양(太陽)을 등진 사람들>로 이어졌다. 김근자, 박귀희 주연의 <선화공주>는 흑백영화로 일관되다시피한 당시에 16미리이기는 했으나 모처럼 천연색 필름으로 촬영하여 큰 관심을 끌었다. 이는 홍성기 감독이 <여성의 일기>(1949)로 색채 화면을 선보인 이후 두 번째의 시도였다. 그는 배우로도 활동했다. 1999년 7월 19일 별세하였다.

## 영화작품

### 출연
- 똘똘이의 모험 (1946년)
- 일지매 삼검객 (1967년)
- 대원군 (1968년)
- 카인의 후예 (1968년)
- 여자의 일생 (1968년)
- 천년호 (1969년) - 갈노인
- 사랑하고 있어요 (1969년)
- 버림받은 여자 (1970년)
- 할아버지는 멋쟁이 (1970년)
- 수호지 (1970년)
- 처와 처 (1970년)
- 독나비 (1971년)
- 월남에서 돌아온 김상사 (1971년)
- 금문의 결투 (1971년)
- 항구의 왼손잽이 (1971년)
- 새남터의 북소리 (1972년)
- 잘살아다오 내 딸들아 (1972년)
- 신풍협객 (1972년)
- 종야 (1973년)
- 귀향 (1973년)
- 엄마결혼식 (1973년)
- 석양의 두 얼굴 (1973년)
- 몸 전체로 사랑을 (1973년)
- 돌아온 외다리 (1974년)
- 용호대련 (1974년)
- 진아의 편지 (1974년)
- 이름모를 소녀 (1974년)
- 사하린의 하늘과 땅 (1974년)
- 아리랑 (1974년)
- 분노의 왼발 (1974년)
- 아랑낭자전 (1974년)
- 꽃과 뱀 (1975년)
- 황토 (1975년)
- 정형미인 (1975년)
- 쾌걸 일지매 (1976년)
- 천의 얼굴(항일첩보전 시리즈) (1976년)
- 어머니 (1976년)
- 어머니와 아들 (1976년)
- 구삼육사건 (1976년)
- 사랑의 원자탄 (1977년)
- 화려한 외출 (1977년)
- 무명객 (1977년)
- 7호실 손님 (1978년)
- 어딘가에 엄마가 (1978년)
- 마지막 겨울 (1978년)
- 호국 팔만대장경 (1978년)
- 정조 (1979년)
- 너는 내 운명 (1979년)
- 아니벌써 (1979년)
- 내가 버린 남자 (1979년)
- 로맨스그레이 (1979년)
- 물도리 동 (1979년)
- 꽃밭에 나비 (1979년)
- 내일 또 내일 (1979년)
- 모모는 철부지 (1979년)
- 강변부인 (1980년)
- 팔불출 (1980년)
- 월녀의 한 (1980년)
- 낯선곳에서 하룻밤 (1980년)
- 불새 (1980년) - 신부
- 피막 (1980년)
- 우산속의 세 여자 (1980년) - 김사장
- 사랑하는 사람아 (1981년)
- 풍운아 팔불출 (1981년)
- 겨울로 가는 마차 (1981년)
- 만다라 (1981년)
- 육체의 문 (1981년)
- F학점의 천재들 (1981년)
- 삐에로와 국화 (1982년)
- 욕망의 늪 (1982년)
- 버려진 청춘 (1982년)
- 오염된 자식들 (1982년)
- 죽으면 살리라 (1982년)
- 장미부인 (1983년)
- 외박 (1983년)
- 경아의 사생활 (1983년)
- 여자가 밤을 두려워하랴 (1983년)
- 여인잔혹사 물레야 물레야 (1983년) - 아버지
- 바보스러운 여자 (1983년)
- 원한의 공동묘지 (1983년)
- 꽃잎이어라 낙엽이어라 (1984년)
- 사랑하는 자식들아 (1984년)
- 비천괴수 (1984년)
- 대학괴짜들 (1984년)
- 아가다 (1984년)
- 사약 (1984년) - 이전
- 내사랑 짱구 (1984년) - 특별출연
- 제 4의 공포 (1984년)
- 사슴사냥 (1984년)
- 고래사냥 (1984년)
- 그 해 겨울은 따뜻했네 (1984년)
- 산딸기 2 (1984년)
- 고래사냥 2 (1985년)
- 뽕 (1985)
- 피조개 뭍에 오르다 (1985년)
- 마지막 여름 (1985년)
- 월하의 사미인곡 (1985년)
- 부나비는 황혼이 슬프다 (1985년)
- 방황하는 별들 (1985년) - 박사
- 안개기둥 (1986년) - 아이들
- 단 (1986년)
- 비내리는 영동교 (1986년)
- 무진 흐린뒤 안개 (1986년)
- 겨울 나그네 (1986년)
- 투명인간 (1986년)
- 연산일기 (1987년)
- 레테의 연가 (1987년)
- 봄 가을 그리고 잃어버린 계절들 (1987년) - 신부
- 웅담부인 (1987년) - 신부
- 유정 (1987년) - 스즈끼박사
- 두 여자의 집 (1987년) - 윤치호 아버지
- 연산군 (1987년)
- 한쪽날개의 천사 (1987년)
- 기쁜 우리 젊은 날 (1987년)
- 청춘시대 (1988년)
- 접시꽃 당신 (1988년)
- 보릿고개 (1988년) - 아버지
- 캠퍼스 연애특강 (1988년) - 당숙
- 뽕 2 (1988년)
- 사방지 (1988년) - 종손
- 아스팔트 위의 동키호테 (1988년)
- 오색의 전방 (1989년) - 강진사
- 크라이막스 원 (1989년) - 아버지
- 상처 (1989년)
- 신사동 제비 (1989년) - 장인
- 건드리지 좀 마 (1989년)
- 간통 (1989년) - 아버지
- 오세암 (1990년)
- 마지막 남자의 모습 (1990년) - 김사장
- 언제나 그 자리에 (1990년)
- 장군의 아들 2 (1991년)
- 젊은 날의 초상 (1991년) - 정산선생
- 나는 너를 천사라고 부른다 (1992년)
- 황제 오작두 (1992년)
- 짧은 여행의 끝 (1992년)
- 뽕 3 (1992년)
- 한줌의 시간속에서 (1993년) - 면장
- 첫사랑 (1993년)
- 계약 커플 (1994년)
- 절대 사랑 (1994년) - 회장
- 태백산맥 (1994년)
- 무궁화 꽃이 피었습니다 (1995년) - 일본총리대신

### 감독/편집
- 선화공주 (1957년)
- 남의 속도 모르고 (1959년)
- 태양을 등진 사람들 (1962년)

## 경력
- 1939년 극단 성군 단원
- 1946년 극단 해방극장 단원
- 1949년 극단 팔월극장 단원
- 1952년 극협 단원
- 1955년 신협 단원
- 1962년 국립극단 전속단원
- 1968년 극단 자유전선 단원 등